# Мальборкське воєводство
Ма́льборкське воєво́дство (лат. Palatinatus Marienburgensis, пол. Województwo malborskie) — адміністративно-територіальна одиниця Королівства Польського та Корони Польської в Речі Посполитій. Існувало в 1466—1772 роках. Створене на основі земель Тевтонського ордену. Входило до складу Великопольської провінції. Належало до регіону Королівська Пруссія. Розташовувалося в західній частині Речі Посполитої, на заході Королівської Пруссії. Головне місто — Мальборк. Очолювалося мальборкськими воєводами. Сеймик воєводства збирався у містечку Штум. Мало представництво із 3 сенаторів у Сенаті Речі Посполитої. Складалося з 4 повітів. Станом на 1772 рік площа воєводства становила 2096 км². Ліквідоване 1772 року під час першого поділу Речі Посполитої. Територія воєводства увійшла до складу провінції Західна Пруссія королівства Пруссія.

## Повіти
- Ельблонзький повіт → Ельблонг
- Кішпорський повіт → Кішпорк
- Мальборський повіт → Мальборк
- Штумський повіт → Штум